# Aurelia Frick
Aurelia Frick (ur. 19 września 1975 w St. Gallen) – liechtensteińska polityk, prawnik, minister spraw zagranicznych, sprawiedliwości i kultury w rządach Klausa Tschütschera (2009–2013) i Adriana Haslera (2017–2019) oraz minister spraw zagranicznych, edukacji i kultury w rządzie Adriana Haslera (2013–2017).

## Życiorys
Uczęszczała do szkoły średniej w Vaduz, gdzie zdawała maturę. W latach 1995–1999 studiowała prawo na Uniwersytecie we Fryburgu (licencjat). Po ukończeniu studiów zrobiła kurs adwokacki w Zurychu, a następnie doktorat nauk prawnych na Uniwersytecie w Bazylei w roku 2005. W latach 2001–2003 była audytorem w sądzie rejonowym w Zurychu, a potem w latach 2004–2007 pracowała w różnych kancelariach prawnych. Między 2007 i 2009 była samozatrudniona i prowadziła działalność doradczą. Od 2009 roku pełniła różne funkcje w rządzie Liechtensteinu z ramienia Postępowej Partii Obywatelskiej. W latach 2009–2013 pełniła funkcję ministra spraw zagranicznych, sprawiedliwości i kultury w rządzie Klausa Tschütschera, następnie od 2013 do 2017 ministra spraw zagranicznych, edukacji i kultury w rządzie Adriana Haslera i ostatecznie w latach 2017–2019 ponownie funkcję ministra spraw zagranicznych, sprawiedliwości i kultury.

## Życie prywatne
Od 2011 roku jest w związku małżeńskim z Oliverem Muggli, z którym ma dwójkę dzieci. Mieszka wraz z rodziną w Triesen.